# Бронекаретка

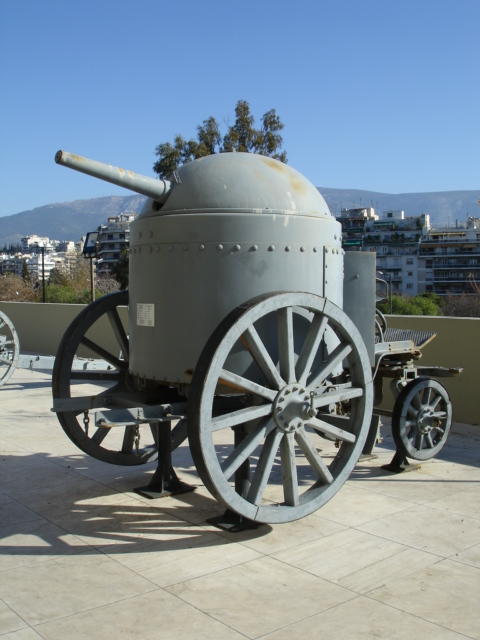
Бронекаратка часів Першої світової війни

Бронекаретка (нім. Fahrpanzer) — пересувна броньована міні вежа, для ведення вогню із гармати, або для огляду. Бронекаретки використовувалися, в XIX–XX століттях, як елемент фортифікації. 

## Історія
Зміни у способі ведення бою на рубежі XIX і XX століть призвели до необхідності створення нової проти штурмової зброї. 
Німецький інженер Шуман отримав завдання від німецького штабу розробити транспортабельний, броньований вогневий або спостережний пункт. Так народилася концепція «нової зброї». 
Вежа не могла бути надто важкою для ефективного транспортування, наприклад, у кінному екіпажі, тому броня не була товстою: вона була зроблена з клепаної нікелевої сталі та мала товщину приблизно 30–50 мм, хоча інколи траплялися і легко броньовані, із легкою бронею в 10 мм, наприклад в Данії. 30–50 мм броня призначалася захищати від уламків снарядів, а також прямих влучань надлегкої артилерії 37-47 мм, також від вогню потужних «фортечних рушниць». Екіпаж зазвичай складав дві або три людини. 
Озброєння бронекаретки складалося із легкої гармати калібром від 37 до 57 мм. Систем автоматичного артилерійського вогню в кінці XIX століття і початку XX, ще не існувало, а при ручному заряджанні більш легкі гармати калібром менш 37 мм, втрачають будь-яку ефективність. А стрільбу із гармати калібром більше 57 мм бронекаретка не витримувала, тому, що ще не існувало ефективних систем швидкого гасіння віддачі. 
Для посилення стійкості вежі була підготовлена спеціальна вогнева позиція. Вона складалася з бетонного бруста, кріплень для кріплення вежі та короткої траки, що дозволяла її викочувати на вогневу позицію. Дуже часто обабіч бетонного бруствера розташовувалися боєприпасні ніші, закриті сталевими дверцятами.
У мирний час вежа зберігалася на артилерійських складах, захищена від руйнування, розкрадання техніки та погодних умов. Коли було оголошено мобілізацію, вежу (вона була оснащена чотирма невеликими колесами) перекочували на причіп і транспортували на заздалегідь підготовлену вогневу позицію. Установка вежі не вимагала спеціального обладнання. Прямо з лафета її викочували на місце по невеликій колії.
Бронекаретки використоувалися такими країнами як Австро-Угорщина, Королівство Болгарія, Данія, Німецька імперія, Грецьке королівство, Королівство Італія, Румунське королівство, Російська імперія, Королівство Сербія, Швейцарія. Бронекаретки стояли на озброєнні, із кінця XIX століття по 1947 рік, коли були зняті із озброєння в останній країні Швейцарії. 